# المدرسة الكندية (قطر)

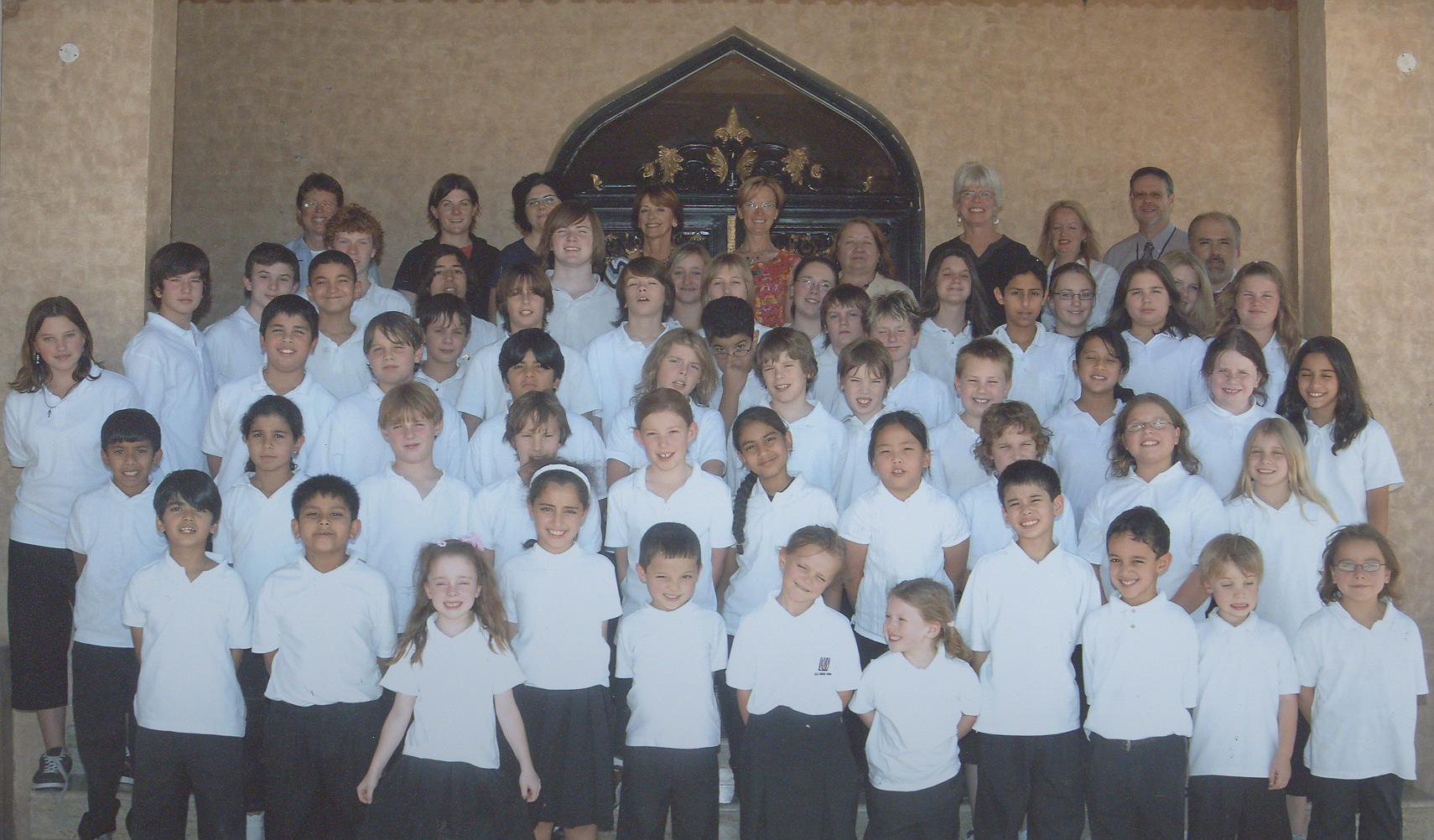
كان الحرم المدرسي للمدرسة الكندية قطر في فيلا في السنوات الأولى.

المدرسة الكندية قطر هي واحدة من إحدى مدرستين كنديتين في قطر. تأسست في عام 2006 وحصلت على اعتماد مقاطعة ألبرتا في عام 2010. المدرسة تضم من رياض الأطفال إلى الصف 12.

## التاريخ
بعد وقت قصير من افتتاح كلية شمال الأطلسي قطر أبوابها فإن مدرسة تدرس حسب المناهج الدراسية الكندية طلبت تأسيسها من قبل العديد من الآباء والأمهات الذين عملوا في كلية شمال الأطلسي قطر. هكذا تم إنشاء المدرسة الكندية قطر بإذن ومنحة من دولة قطر. تأسست في عام 2006 وافتتحت في عام 2007 لاستيعاب الطلاب الذين وصل عددهم إلى أكثر من 300 طالب. في حين أن المدرسة كانت في البداية تهدف إلى تثقيف الأطفال المغتربين حسب المناهج الدراسية الكندية فإن المدرسة الآن مفتوحة للطلاب من أعضاء هيئة التدريس في جامعة كالجاري قطر أيضا. في 26 يونيو 2014 تخرجت أول دفعة من المدرسة الكندية قطر.

## التعليم
تتبع المدرسة الكندية قطر منهج مقاطعة ألبيرتا فضلا عن المناهج والأحكام التي حددها المجلس الأعلى للتعليم في قطر. تمنح المدرسة شهادة ألبرتا للثانوية العامة للطلاب على أساس نظام الساعات المعتمدة. من أجل الحصول على الشهادة يتوجب على الطالب أن يحصل على 100 ساعة معتمدة. يتم منح الطلاب الاعتمادات لكل دورة بأنها كاملة مع نتائج مرضية. بالإضافة إلى ذلك يجب على طلاب الصف 12 كتابة وتمرير امتحانات الدبلوم في مجالات الموضوعات الأساسية لاستكمال متطلبات التخرج. امتحانات الدبلوم تدار على مستوى المحافظات وتمثل 30 في المئة من الدرجات النهائية للطلاب في دورة معينة. يتم اعتماد شهادة ألبرتا للثانوية العامة في جميع أنحاء أمريكا الشمالية وفي جميع أنحاء العالم. خريجي المدارس الثانوية لديهم الفرصة لمواصلة تعليمهم في مؤسسات ما بعد الثانوية في ألبرتا أو للدراسة في الجامعات والكليات في جميع أنحاء العالم.

## القبول
الكفاءة الإنجليزية هي شرط للقبول. الدخول إلى جميع الفئات العمرية في نظام مراقبة الجودة هو الاختيار في شكل تطبيق والفحص الأكاديمي وتلقي تقارير مرضية و / أو المقابلة. قد يطلب من مقدم الطلب إجراء اختبار موحد للغة الإنجليزية والرياضيات.

## الموقع
تقع المدرسة الكندية قطر في منطقة المرخية (الغرافة) في الدوحة عاصمة قطر. يمكن تمييز المبنى عن طريق المبنى المحيط به الذي يضع ساريتين لعلم قطر.

## المرافق
على الرغم من صغر حجمها فإن المدرسة الكندية قطر توفر برنامج أكاديمي شامل. تشمل أماكن التدريس:
- التعليم المشاع: يضم المكتبة مع مختبرات الحاسوب.
- مختبر العلوم: يقدم برامج في الفيزياء والكيمياء وعلم الأحياء.
- مختبر الأغذية: يقدم برنامج محو الأمية الغذائية.
- الفنون الجميلة: يقدم الفنون المسرحية والموسيقى.

على الرغم من أن المدرسة لديها منطقة في الهواء الطلق وفناء داخلي فإن معظم فصول التربية البدنية تجري خارج الموقع في كلية شمال الأطلسي قطر.

## الهيئة التعليمية
موظفي المدرسة الكندية قطر هم من المعلمين المعتمدين الكنديين الذين لديهم خبرة في التدريس في كندا. منذ اعتماد المدرسة من قبل مقاطعة ألبرتا فإنه يتم تسجيل شهادة المعلمين ومراجعتها من قبل هيئة ألبرتا للتعليم.